# نيل سنغ
نيل سنغ (بالإنجليزية: Neil Sang)‏ هو لاعب كرة قدم بريطاني في مركز الوسط، ولد في 23 مايو 1972 في ليفربول في المملكة المتحدة. لعب مع ماكليسفيلد تاون ونادي إيفرتون ونادي بانغور سيتي ونادي توركي يونايتد ونادي رانكورن هالتون.